# Sarcosuchus
Sarcosuchus är utdött släkte tillhörande ordningen krokodildjur som förekom i ett ganska vidsträckt område för ungefär 110 miljoner år sedan under tidig krita. Fossil har påträffats i Afrika i Sydamerika. 
De första fossilen från Sarcosuchus påträffades 1964 av den franske paleontologen Albert-Félix de Lapparent, det fick sitt namn 1966 av France de Broin och Philippe Taquet. Sarcosuchus blev 11-12 meter lång och vägde 8-10 ton. Den liknade förutom sin storlek mycket moderna krokodiler, längst fram på nosen hade benklump liknande den hos dagens gavialer.